# グレース・エリオット

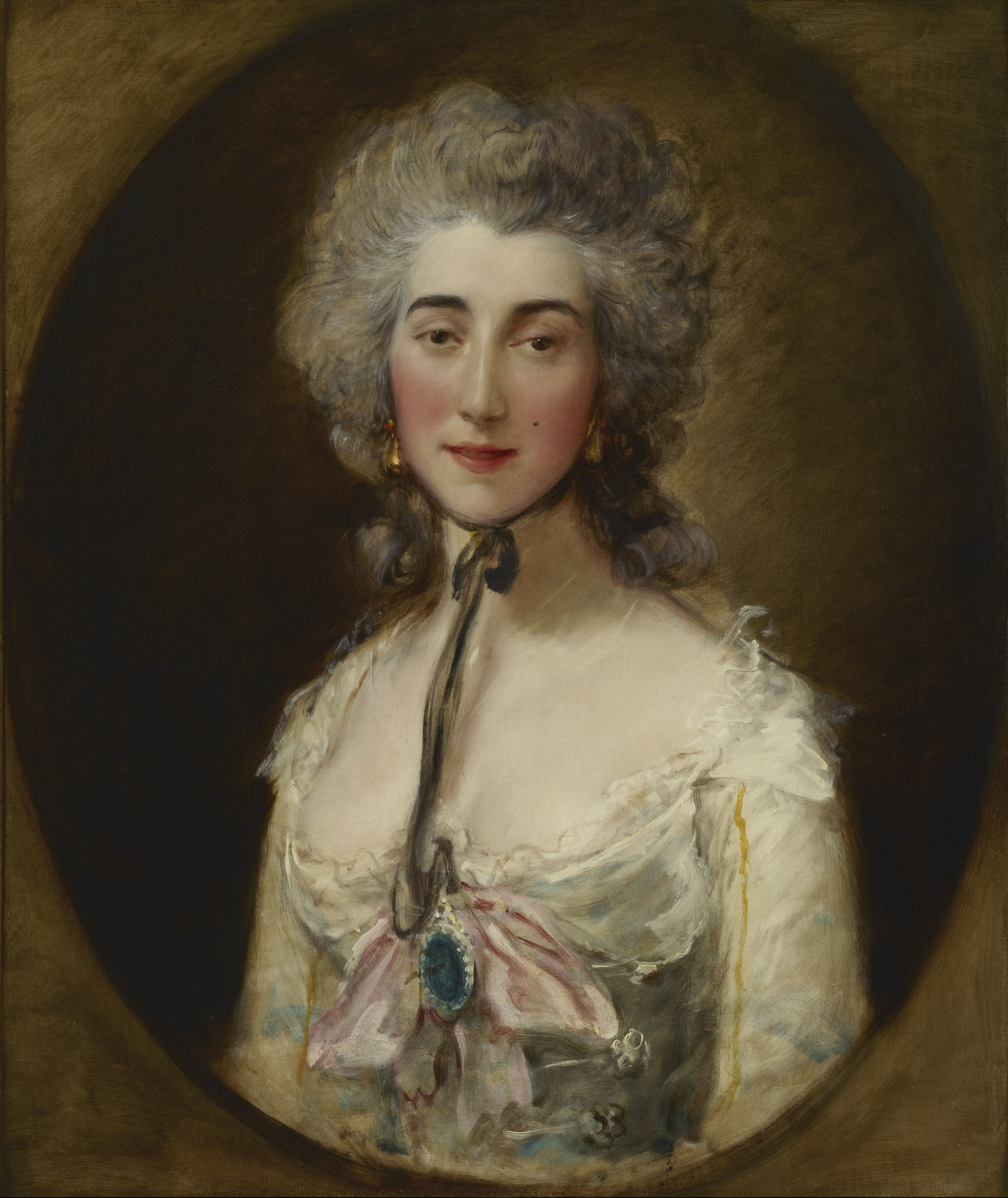
グレース・エリオット

グレース・ダルリンプル・エリオット（Grace Dalrymple Elliott,1754年？ - 1823年）は、オルレアン公ルイ・フィリップ2世の愛妾。

## 生涯

### 結婚
スコットランド・エディンバラで、弁護士の娘として生まれた。両親が幼い頃に別れたため、彼女はフランス系の修道院で育った。1771年に、エディンバラの社交界にデビューし、その美しさと機知で有名になった。グレースは、富豪でかなりの年上のジョン・エリオットと結婚した。ところが、1774年、ヴァレンティア卿との醜聞がエディンバラ中に広まり、外聞を恥じた夫から12,000ポンドもの慰謝料を受け取って離婚した。彼女は兄弟に連れ去られ、別の修道院に押し込められた。グレースは、後援者の一人であった第4代チャムリー伯爵に救い出されてロンドンへ行き、彼の愛人となった。その後、彼女は公妾として富裕な男たちの中で生きた。
1782年、グレースは女児を生んだ。プリンス・オブ・ウェールズ（のちのジョージ4世）、チャムリー伯爵ら四人もの男性が同時に、赤ん坊の父親であると言い立てた。
1778年、トマス・ゲインズバラによってグレースの肖像画が描かれ、この絵は現在メトロポリタン美術館が所蔵している。

### フランス
1784年、王太子ジョージから、グレースはオルレアン公を紹介された。1786年からグレースはパリへ移り、公爵との生活を始めた。フランス革命の勃発後も、彼女はフランスにとどまった。公爵は「フィリップ・エガリテ」と呼ばれた革命支持者で、従兄ルイ16世と、彼が忌み嫌った王妃マリー・アントワネットの処刑に賛成票を投じた。グレースは彼と違って王党派を支援していた。1793年の王の処刑に、グレースは打ちのめされた。
フランスは、恐怖政治のまっただ中にあり、狂ったようにかつての王家に関するものを糾弾し続けた。革命の支援者であったにもかかわらず、ルイ・フィリップは処刑された（彼はルイ13世の子孫だった）。グレースは、ルイ・フィリップとの過去の関係を理由に囚われの身となった。彼女はフランスのみならず、イギリスでも王党派として名前が知れ渡っていた。グレースは、ルイ15世の晩年の寵姫デュ・バリー夫人と同じ雑居房に入れられた。
投獄中、グレースは王妃が1793年10月に処刑されたことを知った。グレースはのちに、「王妃の威厳ある死にならおうと、囚人の全てが心を動かされた。」と書き記した。

### 晩年
デュ・バリー夫人も含め、多くの彼女の友人・知己が断頭台に送られた。マクシミリアン・ロベスピエールらの処刑のあと、恐怖政治が終わりを告げ、グレースは辛うじて解放された。
のちに、グレースがナポレオン・ボナパルトに求婚されたが断り、彼の愛妾になったという噂が流れた。グレースは資産家として、現在のオー＝ド＝セーヌ県のヴィル＝ダヴレーで死んだ。